# Comité National Olympique et des Sports Burkinabè
Das Comité National Olympique et des Sports Burkinabè ist das Nationale Olympische Komitee, das Burkina Faso vertritt.

## Geschichte
Es wurde am 10. Juni 1965 gegründet und auf der 72. Sitzung des IOC im Februar 1972 in Sapporo, Japan, anerkannt.
An der Sitzung des IOC-Exekutivkomitees im Oktober 1982 in Lausanne, Schweiz wurde einstimmig die Auffassung vertreten, dass in Obervolta die grundlegenden Regeln der Olympischen Charta, die die Aktivitäten und das Verhalten der Nationalen Olympischen Komitees regeln, verletzt worden seien. Die Exekutive beschloss, das Komitee vorläufig zu suspendieren. An der 86. Sitzung des IOC 1983 in Neu-Delhi, Indien, wurde die Suspendierung aufgehoben.
1984 änderte das Komitee mit der Umbenennung der Nation in Burkina Faso seinen Namen in Burkinabé National Olympic and Sports Council (französisch: Conseil National Olympique et des Sports Burkinabè).